# Lena Axelsson
Lena Axelsson (31 de marzo de 1962) es una deportista sueca que compitió en bádminton. Ganó una medalla de bronce en el Campeonato Europeo de Bádminton de 1980, en la modalidad individual.

## Palmarés internacional
| Campeonato Europeo | Campeonato Europeo      | Campeonato Europeo | Campeonato Europeo |
| Año                | Lugar                   | Medalla            | Prueba             |
| ------------------ | ----------------------- | ------------------ | ------------------ |
| 1980               | Groninga (Países Bajos) | Medalla de bronce  | Individual         |